# 謝誥
謝誥（1484年—？），字朝制，山西平陽府解州安邑縣人，民籍，明朝政治人物。

## 生平
山西鄉試第三十二名舉人。正德十二年（1517年）中式丁丑科會試第二百三名，登第三甲第一百零八名進士。户部观政，授直隶赣榆县知县，升户部主事，去任。

## 家族
曾祖謝立；祖父謝恩，曾任壽官；父謝𣁦，母呂氏。永感下。兄謝譽（知州）、謝警、謝訥（监生）、謝詔。